# Сюні (династія)

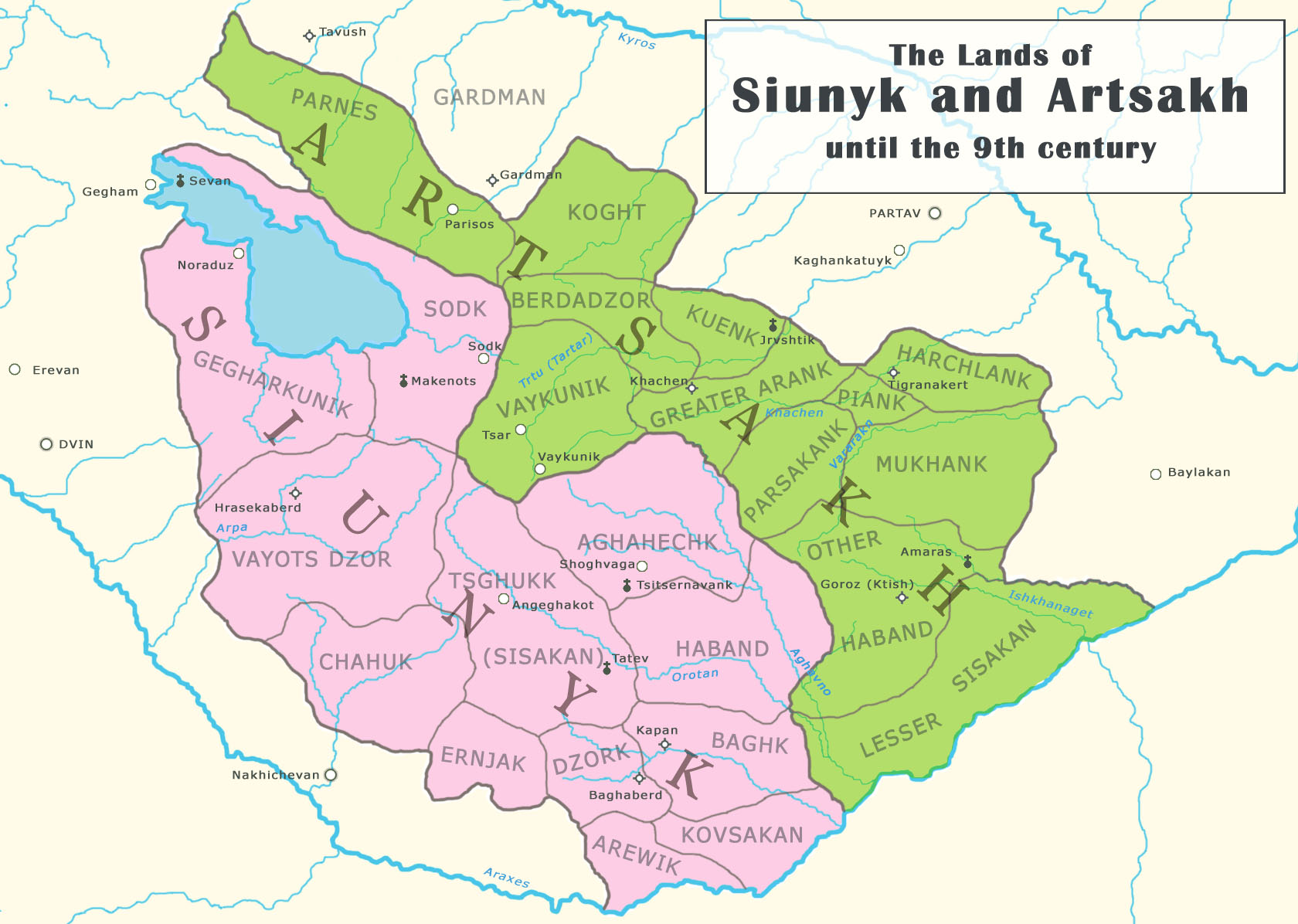
Історичний Сюнік

Сюні, Сісакяни (вірм. Սյունի, Սիսակյաններ) — давньовірменська династія в античній та середньовічній Вірменії, спадкові правителі вірменської історичної області Сюнік. Один з найвизначніших родів в історії Вірменії.

## Історія

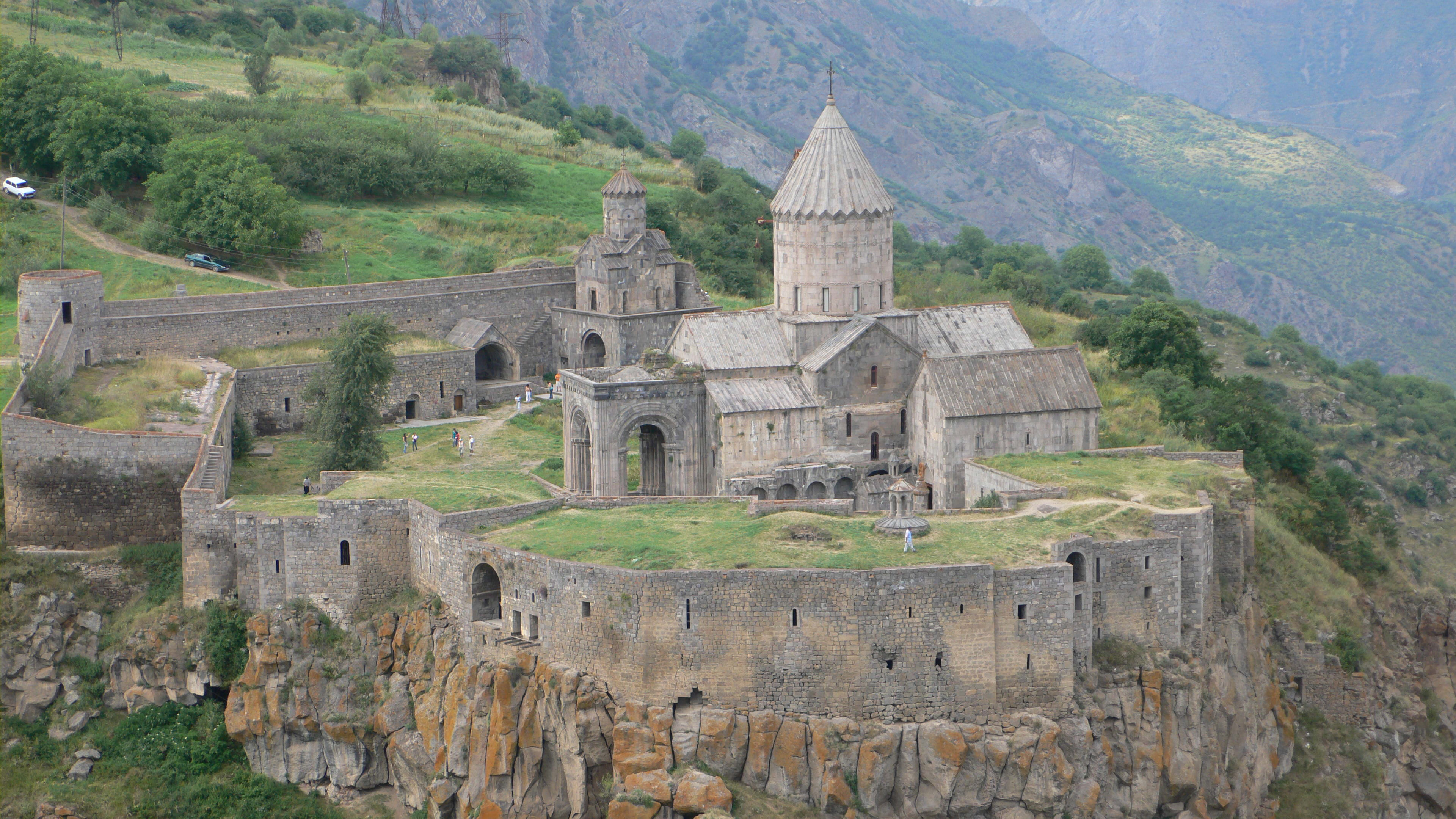
Татєвський монастир. Засновано у 885–906 роках сюзеренним князем Сюніка Ашотом та його дружиною Шушан, а також князями Григором Супаном II і Дзагіком.

Відповідно до родової легенди Сюні походили від Сісака — праонука легендарного прародителя вірменів Гайка (Гайк—Араманяк—Арамаїс—Амасія—Гегам—Сісак). Утвердження цього роду приписується вірменському царю Вагаршаку, який затвердив їх намісниками східних околиць Вірменії та воєначальниками царських військ.
До нащадків Сісака належав також Арран — патріарх-пращур вірменських князів правобережжя Кури й засновник династії Араншахіків. Цим пояснюються тісні міжродові зв'язки князів Сюніка й Арцаха.
Після адміністративного поділу Великої Вірменії на «ашхари» (провінції) за родом Сюні було закріплено володарювання над Сюніком, що відтоді стало їхнім родовим привілеєм, а Сюнік — спадковим володінням. Сюні були одним із наймогутніших нахарарських родів Великої Вірменії. Так, відповідно до Гахнамака (придворного тронного реєстру), сюнійський князь мав перший ранг серед вищої вірменської аристократії при царському дворі. Політична вага вірменських княжих домів найкраще ілюструється також і розміром їхньої кінноти, поставленої на службу сюзерена — царя Вірменії. Зокрема Зоранамак (царський військовий реєстр) вказує на те, що після царів Великої Вірменії саме князі Сюні мали найбільшу військову міць— 19400 вершників (за іншими даними — 9400). Через подвиги та заслуги, князі Сюні мали від царів Вірменії численні почесті, зокрема мали право сидіти на срібному троні, носити перлинну заколку, кільце печатки з зображенням кабана (родового герба), мати золотий скіпетр і носити червоне взуття — ознаку приналежності до вищої аристократії.
Первинно їхнім родовим маєтком було містечко Шагат у гаварі Цхук, з 820-х років — Єхегіс у гаварі Вайоц-Дзор, а з 970-х — Капан.
Відомості про ранній період історії Сюні досить незначні. Відомо, що вони активно брали участь у проголошенні 301 року християнства як державної релігії Вірменії, супроводжували Григорія Просвітителя до Кесарії для рукопокладення. За часів царювання Хосрова III Котака (330–338), Вагінак Сюні брав участь у каральному поході проти бдешха Алдзніка й був призначений правителем тієї області.
Наприкінці 330-х високого військового рангу досягнув Андовк Сюні. Цар Тиран (338–350) призначив Пісака Сюні сенекапетом (стольником) при царському дворі. На початку царювання Аршака II (350–368) Вагінак Сюні був призначений командувачем східними військами Великої Вірменії, а Андовк — главою Алдзніка й Тигранакерта. Після смерті Вагінака Андовк став родовладикою роду Сюні. Його політична вага особливо зросла, коли його дочка Парандзем стала дружиною царя Аршака II, тобто, царицею Великої Вірменії. Андовк був відомий своєю про римською орієнтацією. Під його керівництвом гарнізон Тигранакерта героїчно опирався військам Шапура II. Після вірменсько-парфянської війни 364–367 років і тимчасового захоплення Великої Вірменії війська Шапура II розграбували Сюнік; багатьох представників роду Сюні було вбито. Князі Сюні були відновлені у своїх правах приблизно за 10 років, За Манвела Маміконяна (377–387).
Син Андовка Бабік, імовірно не без згоди персів, знову отримав у володіння Сюнік і став союзником Манвела Маміконяна. Цар Вірменії Аршак III (378–390) одружився з його дочкою, а син Дара був призначений спарапетом. Після розділу Великої Вірменії 387 року, Дара Сюні разом із Аршаком III перейшов до римської частини Вірменії та загинув в одній із битв проти Хосрова. У V столітті Вагінак і Васак Сюні сприяли Месропу Маштоцу у справі заснування шкіл та боротьбі з сектантством. Не виключено, що князі роду Сюні, будучи серед найвпливовіших вірменських династій, претендували на більш широку владу над усією Великою Вірменією. Після ліквідації царства Аршакідів у Східній Вірменії 428 року рід Сюні відігравав значну роль у житті Марзпанської Вірменії. 441 року сюнійський князь Васак Сюні став марзпаном (правителем) усієї Вірменії. Імовірно у той же час йому було доручено охорону брами Чора (Дербентського проходу), що ще більше посилило авторитет роду Сюні.
Наступні за Васаком князі, Варазваан і Гдеон, вели політику зближення з перським двором. Під час війни Ваананц (481–484) Гдеона було страчено повстанцями. 571 року за ініціативою князя Ваана Сюні, Сюнік було відокремлено від Марзпанської Вірменії та приєднано до спахбедства Адурбадаган як окремого шахра. У VII столітті, під час війни імператора Іраклія I з Персією, сюнійська княгиня Бюрех надавала допомогу візантійським військам. В середині VII століття Сюні запекло опирався візантійським та арабським військам, які вторглись до Вірменії. На початку VIII століття, за умов послаблення арабського володарювання й феодалізму, рід Сюні розпався на кілька гілок.

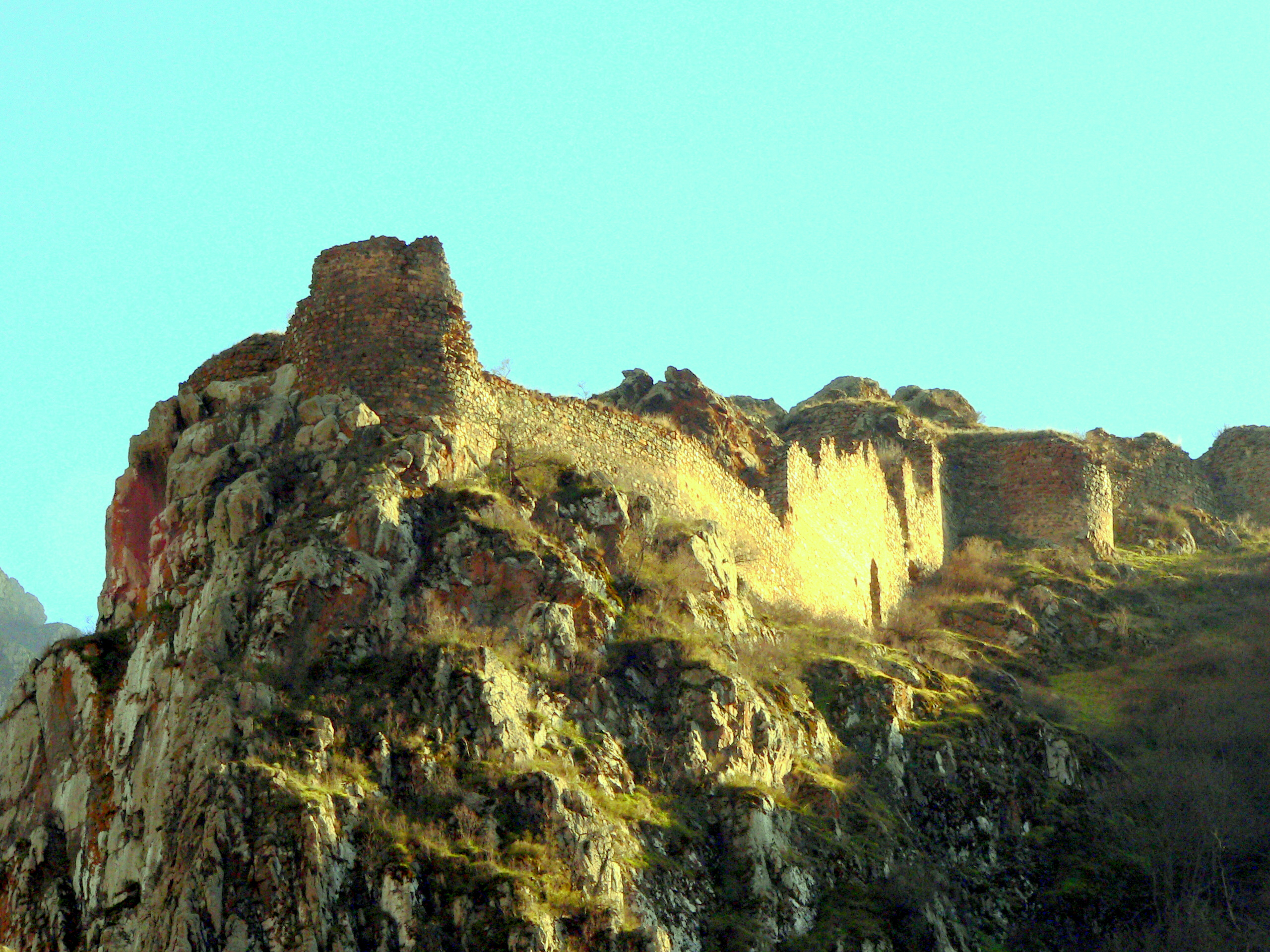
Фортеця Багаберд

821 року володіння сюзерена Васака — правителя більшої частини Сюніка, були атаковані арабськими військами. За допомогою предводителя Хуррамітського руху перса Бабека Сюні зуміли звільнити свої землі від арабів, проте цього разу опинились підкореними Бабеком. Під час війни проти Бабека останній зруйнував гавари Балк і Гехаркунік на узбережжі Севана. Після смерті Васака його старший син Філіпе, отримавши більшу частину володінь, став сюзереном центрального Сюніка, а молодший син Саак успадкував землі навколо озера Севан, ставши родоначальником гілки Хайказун. У IX столітті рід Сюні складався з п'яти гілок. Князь Гегаркуніка у 831–832 роках загинув під час повстання проти арабського востікана Халіда ібн Язіда ібн Мазйада аль-Шайбані. З того ж часу відзначається пробагратідська орієнтація князів Гегаркуніка, що проявилось також у кровно-шлюбних зв'язках. Зокрема, дочка царя Ашота I Багратуні Маріам була дружиною князя Васака Габура, а дочка царя Сюніка Васака Катраміде — дружиною царя Гагіка I Багратуні.
Навесні 853 року сюзерени Вайоц-Дзора були атаковані арабським воєначальником Бугою. Полонені князі Васак Ішханік та Ашот Сюні спочатку були відправлені до Двіна, потім заслані до Самарри (поблизу Багдада). Однак невдовзі їх було звільнено й, повернувшись до Сюніка, зайнялись його відновленням. У той час Васак Габур, затверджений князем князів Вірменії Ашотом Багратуні як сюзерен Гегаркуніка, поступився цим правом його законному власнику князю Васаку Ішханіку. 875 року сюнікські князі Григор Супан II і Васак Ішханік брали участь у зборах вірменської знаті, скликаних за ініціативою католикоса Геворга II Гарнеці, запропонувавши Халіфу звести Ашота I на вірменський трон.
Напередодні відновлення централізованої вірменської держави володіння Сюні разом із областями Арцруні й Багратуні були серед трьох найбільших політичних утворень Вірменії. Рід Сюні підтримував засновника вірменського царства Багратідів Ашота I у його сходженні на царський трон, визнавши його главенство та право над Сюніком. На початку X століття князі Сюні вели боротьбу з метою приєднання до своїх володінь області Нахічеван, а 903 року висловили непокору Смбату I. Останній після 905 року передав Нахічеван Сюні. До початку X століття володіння Сюніка було розділено на дві частини. Князь Смбат отримав західний Сюнік — Вайоц-Дзор і Шаапонк, а його брат східну частину — гавари Балк і долину річки Акера. За часів Ашота II Залізного правління Хайказунів Гегаркуніка було ліквідовано, а узбережжя Севана, близько 925 року, було приєднано до територій власне Ані-Шираку.
Наприкінці IX — початку X століття представники династії Сюні розгорнули значну будівельну діяльність. Було збудовано церкви вздовж озера Севан, церкву Аєрмон, Гндеванк, а 906 року було урочисто освячено монастир Татєв.
В середині X століття князь Васак Сюні спробував звільнити від Шаддадідів Двін, однак зазнав поразки. Після цього вплив роду вайоц-дзорських Сюні значно послабився. Вже у 970–980 роках сюзеренство перейшло до князя Балка (на півдні Сюніка, область Капана) Смбата. Останній, користуючись тимчасовим послабленням Анійських Багратідів, 987 року проголосив Сюнік царством, хоча вже наступного 988 року визнав свою васальну залежність від вірменського царства Багратідів.

## Сюзерени й патріархи роду Сюні у IV–VIII століттях

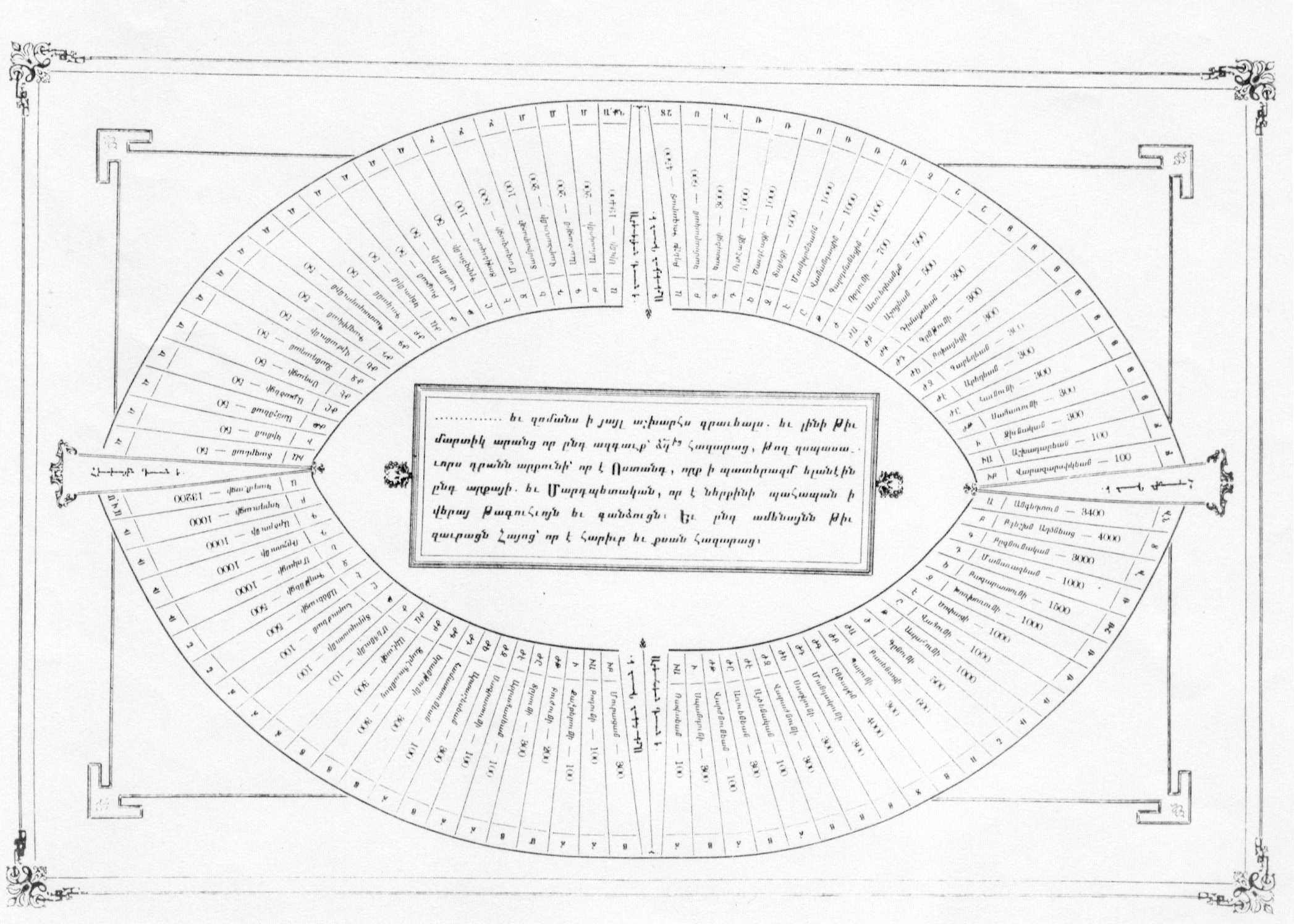
Зоранамак — державна грамота, що впорядкувала кількість і розпорядок військових сил у Великій Вірменії

### IV століття
- Вагінак
- Андовк Сюні
- Бабік

### V століття
- Вагінак
- Васак Сюні
- Вараз-Ваан
- Гдехон
- Бабкен (Бабік)

## З IX століття
Після сторічної перерви, до початку IX століття сюнійські князі зуміли відновити свої феодальні права.

### Сюзерени Вайоц-Дзора

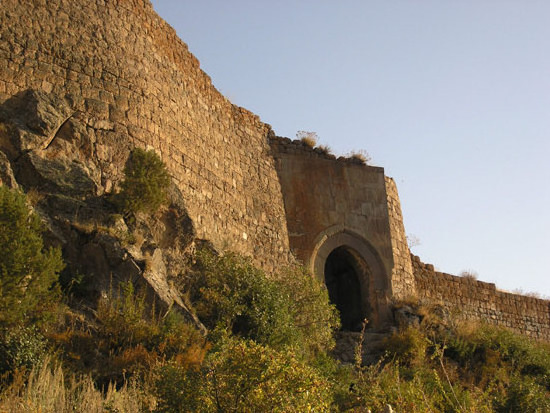
Фортеця Смбатаберд

- Філіпе
- Бабкен
- Васак Ішханік
- Ашот[28]
- Смбат
- Васак[29]

### Хайказуни Гегаркуніка
- Саак
- Григор Супан I
- Васак Габур
- Григор Супан II
- Васак і Саак[30]

| |  |                                                  |  |                                                |  |
| Монастир Севанаванк, заснований 874 року принцесою Маріам — дочкою Ашота I Багратуні та дружиною Васака Габура |  | Макеніс. Перебудовано князем Григором Супаном II |  | Котаванк. Збудовано князем Григором Супаном II |  |

## Царі Сюніка
- Смбат I — з 976/980 сюзеренний князь, 987–998 цар
- Васак — 998–1040
- Смбат II — 1040–1044
- Григор I — 1044–1072